# Pierre Février
Pierre Février (21. března 1696 Abbeville – 5. listopadu 1760 Paříž) byl francouzský hudební skladatel, varhaník a cembalista.

## Život
Pierre Février se narodil 21. března 1696 v Abbeville v departementu Somme (departement) na severu Francie. Do Paříže přišel v roce 1720 a stal se varhaníkem v kostele svatého Rocha a v kostele kláštera Saint-Honoré. Během Velké francouzské revoluce byl klášter uzavřen a roku 1792 zbourán. Byl rovněž hudebním pedagogem. Mezi jeho žáky byl i skladatel Claude Balbastre, který jej vystřídal ve funkci varhaníka v kostele sv. Rocha.
Pierre Février zemřel v Paříži 5. listopadu 1760 ve věku 64 let.

## Dílo
Jsou známy dva svazky skladeb pro cembalo. První z nich je datován do roku 1734 a obsahuje 5 suit:
- 1. Suita A-dur (Allemande la Magnanime - Le Concert des Dieux - La Délectable - Le Berceau - La Boufonne ou la Paysanne)
- 2. Suita d-moll (Fugue - Courante - Les Plaisirs des Sens - Le Labyrinthe - Ariette et doubles)
- 3. Suita h-moll (Fugue - L'Intrépide - La Grotesque)
- 4. Suita D-dur (Gavotte et doubles - Le Brinborion - Le Tendre Language - Tambourin)
- 5. Suita C-dur: „Festes de Campagne“ (Entrée - Musette - 2 Menuets - Le Gros Colas et la Grosse Jeanne - Les Petites Bergères)

Druhý svazek komponovaný v letech 1734–1737 byl objeven koncem devadesátých let 20. století v soukromé sbírce v Arenbergu v Belgii. Obsahuje dvě cembalové suity, které mají obdobné schéma. Tance se střídají s pièces de caractère (charakteristickými kousky) v typické tradici pozdního francouzského baroka.
- 1. Suita g-moll (Les Liens Harmoniques (Rondeau) - La Caressante (Rondeau) - La Fertillante - La petite Coquette - Tambourin (Rondeau))
- 2. Suita c-moll (Allemande - Les Tendres Tourterelles (Rondeau) - Les Croisades (Rondeau) - Menuet)